# Бельцкая и Фалештская епархия
Бе́льцкая и Фале́штская епархия (молд. Еparhia de Bălţi şi Făleşti) — епархия Русской православной церкви, входящая в состав Православной церкви Молдовы. Объединяет приходы и монастыри на территории города Бельцы и Глодянского, Сынжерейского и Фалештского районов. Кафедральный собор — Собор Святых Константина и Елены.

## История
Молдавский город Бельцы впервые стал кафедральным в 1923 году, когда здесь разместился центр возрожденной Хотинской епархии.
20 июля 1990 года определением Священного Синода Русской Православной Церкви было учреждено Бельцкое викариатство Кишинёвской епархии, просуществовавшее до 1992 года.
Образована 6 октября 2006 года определением Священного Синода Русской Православной Церкви (журнал № 114) путём выделения из состава Кишиневской епархии.

## Архиереи
Бельцкая епархия
- Алексий (Сергеев) (3 декабря 1940 — лето 1941) в/у

Бельское викариатство Кишинёвской епархии
- Петр (Пэдурару) (1 сентября 1990 — 5 октября 1992)

Бельцкая епархия
- Маркелл (Михэеску) (с 11 марта 2007)

## Благочиннические округа
По состоянию на октябрь 2022 года:
- Бельцкий
- Глодянский
- Сынжерейский
- 1-й Фалештский
- 2-й Фалештский

## Монастыри
- Петропавловский монастырь (мужской; село Боканча-Скит, Сынжерейский район)
- Успенский монастырь (женский; село Коада Язулуй, Сынжерейский район)
- Свято-Димитриевский скит (мужской; село Извоаре, Фалештский район)
- Свято-Владимирский скит (мужской; село Нижний Редиу, Фалештский район)
- Покровский скит (женский; село Калинешты, Фалештский район)

## Современное состояние
- Кафедральный город — Бельцы. Кафедральный собор — Собор свв. Константина и Елены в Бельцах
- Правящий архиерей — епископ Маркелл (Михэеску) (с 11 марта 2006)
- Секретарь епархии — протоиерей Петр Чунчук.

На 2010 год в епархии числилось:
- приходов — 104
- монастырей — 2 (1 муж., 1 жен.), скитов — 3 (2 муж., 1 жен.)
- штатных священников — 129, штатных диаконов — 10